# Joseba Agirre López
Joseba Agirre López (Ortuella, Biscaia, 17 de març de 1964) és un exfutbolista basc, que jugava com a migcampista.

## Trajectòria
Va començar a destacar al Sestao Sport Club el 1981.
El 1983 fitxa per l'Athletic Club per jugar a l'equip B, que militava a Segona Divisió. Va debutar en Primera al setembre de 1984, en partit contra el Sevilla, però, no es va incorporar al primer equip fins a la 86/87. Amb l'Athletic va jugar quatre campanyes, però només hi va destacar la 87/88, amb 37 partits. A partir del 88 amb prou feines compta per a l'equip de San Mamés, fins al punt que hi torna a jugar alguns partits amb l'Athletic B.
L'estiu de 1990 fitxa pel Real Burgos, que estava també a la màxima categoria. Va ser titular en els tres anys que va romandre a l'esquadra castellana a Primera, superant el centenar de partits i va marcar 10 gols. També va jugar amb el Burgos la 92/93, a Segona Divisió.
La 93/94 la passa al Celta de Vigo, on no aconsegueix la titularitat. A partir del 94 juga al Deportivo Alavés, amb qui puja a la Segona Divisió. Amb els vitorians juga 30 partits en eixa categoria, la temporada 95/96, tot retirant-se al termini d'aquesta.